# Aeroportul Gillette–Campbell County
Aeroportul Gillette–Campbell County (IATA: GCC, ICAO: KGCC, FAA LID: GCC) este un aeroport din Wyoming, Statele Unite ale Americii ce deservește zona Gillette. Aeroportul a fost tranzitat în 2019 de 58.994 de pasageri. A fost numit după zona deservită.
Situat la o altitudine de 1.330 m, aeroportul dispune de 2 piste.

## Infrastructură

### Piste
Aeroportul dispune de 2 piste. Pista 03/21 are suprafața de beton și dimensiunile 5.803 picioare × 75 picioare. Pista 16/34 are suprafața de beton și dimensiunile 7.500 picioare × 150 picioare. 